# Третья Греческая республика
Тре́тья грече́ская респу́блика (греч. Γ΄ Ελληνική Δημοκρατία) — период в истории современной Греции, который ведёт свой отсчёт с 1974 года, с падения режима военной хунты и упразднения монархии до наших дней.
Название исторического периода связано с тем, что современный республиканский режим в Греции является третьим по счёту. После войны за независимость 1821—1829 в Греции была провозглашена республика, которая историками стала называться Первой. После Лондонской конференции 1832 года в Греции установилась монархия, просуществовавшая до 1924 года, когда страна вновь стала республикой. В 1935 году монархия была восстановлена. В 1967 году к власти в стране пришла военная хунта, более известная как «Чёрные полковники», которая ликвидировала монархию. В 1974 году режим военной хунты пал и начался мирный процесс по либерализации и установлению в Греции демократического строя, известный как «Метаполитефси», в ходе которого была принята новая конституция, действующая до сих пор, а страна была провозглашена парламентской республикой.
Отличительной чертой Третьей республики является развитие социальных свобод, евроориентация Греции и доминирование в политике партий «Новая демократия (Греция)» и «ПАСОК», а также высокая коррупция, ухудшение некоторых экономических показателей, таких как государственный долг и кумовство на политической арене и на государственных постах.

## Президенты Третьей республики
- Михаил Стасинопулос (1974—1975)
- Константинос Цацос (1975—1980)
- Константинос Караманлис (1980—1985)
- Христос Сардзетакис (1985—1990)
- Константинос Караманлис (1990—1995)
- Константинос Стефанопулос (1995—2005)
- Каролос Папульяс (2005—2015)
- Прокопис Павлопулос (2015—2020)
- Катерина Сакелларопулу (2020—2025)
- Константинос Тасулас (2025 — настоящее время)